# Макс Іммельманн
Макс Франц Іммельманн (нім. Max Franz Immelmann; 21 вересня 1890, Дрезден — 18 червня 1916) — німецький військовий льотчик, обер-лейтенант Імперської армії, один з основоположників вищого пілотажу і повітряного бою. Кавалер ордена Pour le Mérite.

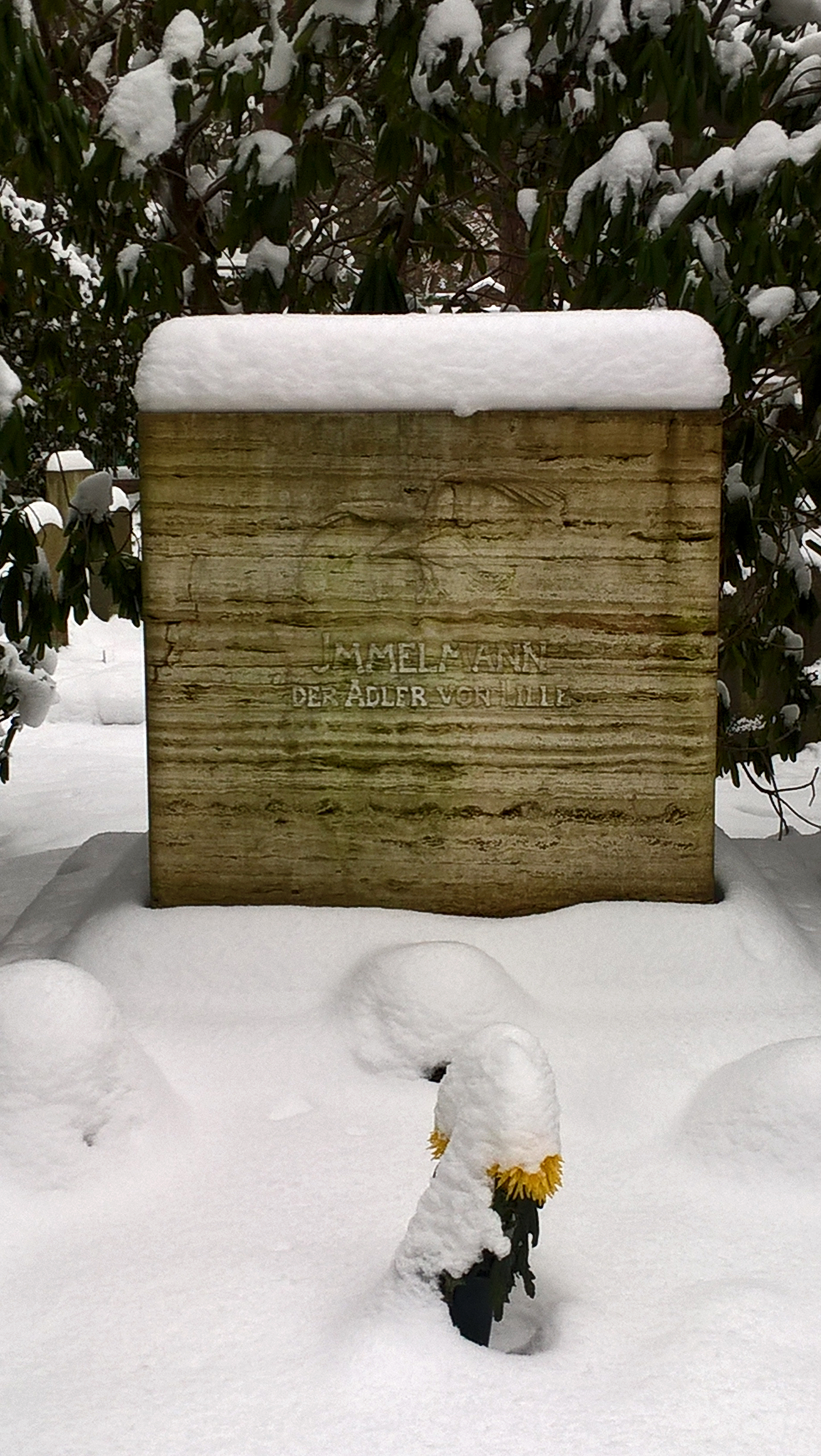
Грабіж і осквернення могил - Льотчик-винищувач Макс Іммельманн - Дрезден Толкевіц - у неділю, 31 січня 2021 року

## Біографія

### Дитинство, юність
Народився 21 вересня 1890 року в Дрездені, був сином власника фабрики, який помер, коли Макс був ще дитиною. У 1905 році, після закінчення середньої школи, вступив у Дрезденське кадетське училище. У 1911 році був зарахований у 2-й Берлінський залізничний полк, проте незабаром покинув військову службу. У 1912 році вступив на машинобудівний факультет Дрезденського університету.

### Військова служба
З початком Першої світової війни він, як і більшість однокурсників, залишив навчання і записався добровольцем в армію. Незабаром дізнався про формування перших військово-повітряних підрозділів і подав рапорт про переведення в авіацію. 12 листопада 1914 був направлений на льотну підготовку в Іоханністаль (в Берліні), потім в розташований поблизу Адлерсгофа. 31 січня 1915 року відбувся його перший самостійний політ, а вже через 2 місяці Іммельманну присвоїли звання пілота 3-го (вищого) класу.
У березні 1915 року він відбув на Західний фронт, де був визначений в FFA 62, літати на двомісних розвідників LVG B.1. Зі спостерігачем, унтер-лейтенантом Тьюберном, літав на розвідку ворожих позицій, відзначаючи цілі для німецької далекобійної артилерії. 3 червня їм вдалося збити французький літак, на наступний день — ще один. 
У липні він був призначений у відділення винищувачів Fokker Eindekker (згодом стало КЕК Douai) і разом з іншим пілотом, Освальдом Бельке, виконував в його складі ескортних і винищувальні завдання.
Теорії і практики повітряного бою ще не існувало, тому без будь-якої спеціальної підготовки групу відразу відправили на фронт. Бельке та Іммельманн незабаром зарекомендували себе як блискучі пілоти-винищувачі, і завдяки їхнім успіхам на ранньому етапі повітряної війни імена обох льотчиків стали відомі всій Німеччині.
1 серпня 1915 року Іммельманн збив на своєму Фоккері перший ворожий літак, а 26 жовтня здобув 5-ту перемогу і, сам того не знаючи, став асом (цей термін з'явився пізніше). До кінця року його рахунок зріс до 7 перемог.
13 березня 1916 року Іммельманн довів свій рахунок до 10. Збитий 16 травня над Ліллем англійський розвідник став його 15-ю і останньою перемогою.

### Загибель
Перший ас Німеччини загинув 18 червня 1916 року під час повітряної дуелі з винищувачами FE.2b з 25-ї ескадрильї. Суперечки щодо  його смерті тривають досі. Перемога у бою була віддана капітану Г. Р. Мак-Куббіну (англ. GR McCubbin) і його стрільцю капралові Дж. Х. Уоллеру (англ. JH Waller) з 25-ї ескадрильї, що збив Fokker (№ 246/16) Іммельманна, проте німецькі джерела вважають причиною загибелі відомого льотчика збій в механізмі синхронізатора, який призвів до того, що Іммельманн відстрелив власну лопать пропелера. Через що робота двигуна стала руйнувати вібрацією конструкцію планера, що й призвело до його загибелі.

## Заслуги

Переворот Іммельманна — фігура складного (на той час вищого) пілотажу.

Макс Іммельманн заклав основи тактики повітряного бою. Він надавав особливого значення факторам висотності і швидкопідйомності винищувача, що необхідно для активного, наступального ведення бою. Про те, що стосується мистецтва ведення повітряного бою, сам Іммельманн писав: «Я беззбройний, поки я нижче».
Іммельманн, який отримав незабаром прізвисько «Лілльський орел», літав на Фоккері Е.III і міг виконувати практично всі відомі сьогодні фігури складного пілотажу. Саме на Фоккері він прославився, виконавши названий згодом на його честь бойовий розворот-напівбочку у верхній частині напівпетлі — переворот Іммельманна.
Іммельманн був настільки знаменитий по обидва боки фронту, що через 10 хвилин після його появи в повітрі небо ставало вільним від англійських літаків. Він одним із перших став використовувати тактику раптовості, заходячи з боку сонця. Багато з його жертв усвідомили, що атаковані, лише коли його кулі вже починали стукати по обшивці.
Іммельманн був першокласним стрільцем — для перемоги йому рідко потрібно понад 25 пострілів. Одного разу він повернувся з перемогою, використавши лише 15 патронів.

## Нагороди

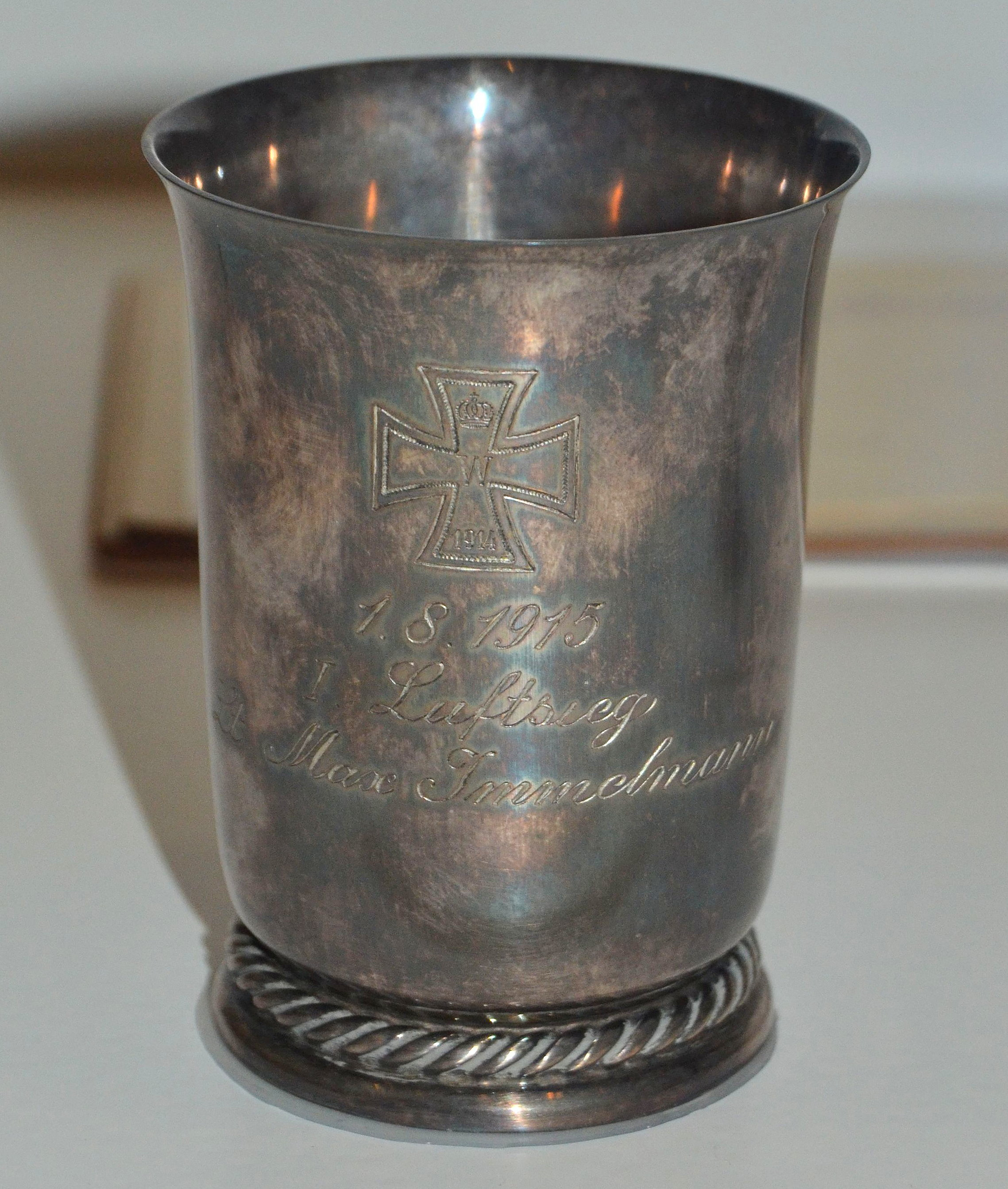
Почесний кубок Макса Іммельманна.

- Нагрудний знак військового пілота (Пруссія)
- Залізний хрест
  - 2-го класу (3 червня 1915)
  - 1-го класу (1 серпня 1915)
- Срібна медаль Фрідріха-Августа (15 липня 1915)
- Почесний кубок для переможця у повітряному бою (1 серпня 1915)
- Військовий орден Святого Генріха
  - лицарський хрест (13 жовтня 1915)
  - командорський хрест 2-го класу (13 березня 1916)
- Королівський орден дому Гогенцоллернів, лицарський хрест з мечами (листопад 1915)
- Орден «За заслуги» (Баварія) 4-го класу (грудень 1915)
- Pour le Mérite (12 січня 1916) — за 8 повітряних перемог; орден вручений особисто імператором Вільгельмом II.
- Військова медаль (Османська імперія) (1916)
- Срібна медаль «Імтияз» (Османська імперія) (1916)
- Ганзейський Хрест (Гамбург) (15 березня 1916)
- Орден Альберта (Саксонія), лицарський хрест 2-го класу з мечами